# Erythroxylum plowmanianum
Erythroxylum plowmanianum är en tvåhjärtbladig växtart som beskrevs av A. Cogollo P. och J.J. Pipoly. Erythroxylum plowmanianum ingår i släktet Erythroxylum och familjen Erythroxylaceae. Inga underarter finns listade i Catalogue of Life.